# Mayersche Buchhandlung
Die Mayersche Buchhandlung is een in 1817 in Aken opgerichte keten van boekhandels in Duitsland. De keten werd opgericht door Jacob Anton Mayer en is in familiebezit.

## Historie
In 1838 gaf de Mayersche Buchhandlung de verzamelde werken van Molière voor het eerst in het Duits uit. In 1889 werd de onderneming opgesplitst in de boekhandelsonderneming en de uitgeverij. De uitgeverij bleef in het bezit van de familie Mayer en de boekhandel werd verkocht aan de medewerker Gustav Schwiening.
Nadat de boekhandel meerdere keren van eigenaar wisselde is deze sinds 1950 in het bezit van de familie Falter. Michael Falter werd eigenaar nadat hij er sinds 1921 werkzaam was geweest.
In januari 2019 maakten de boekhandelsketens Thalia en Mayersche bekend te willen fuseren. De fusie werd in mei 2019 goedgekeurd door het Duitse Bundeskartellamt.

## Marktpositie
De door de eigenaar bestuurde onderneming is een van de grootste boekhandels van Duitsland. De jaaromzet bedroeg 165 miljoen euro in 2013.
Begin 2016 waren er 43 Mayersche Buchhandlung filialen in Noordrijn-Westfalen en Rijnland-Palts. Naast kleinere filialen in stadsdeelcentra en kleinere steden zijn er grote filialen op A1-locaties in Aken, Keulen, Mönchengladbach, Düsseldorf, Duisburg, Essen en Dortmund.

## Filialen
Aachen, Bocholt, Bochum (2), Bottrop, Bünde, Castrop-Rauxel, Dormagen, Dortmund (2), Duisburg, Düsseldorf (3), Eschweiler, Essen (2), Frechen, Gelsenkirchen (2), Gladbeck, Grevenbroich, Gummersbach, Gütersloh, Hattingen, Herford, Herne, Kamen, Köln (4), Mönchengladbach (2), Neheim, Neuss, Sankt Augustin, Siegen, Trier, Troisdorf, Viersen, Wesel, Witten en Wuppertal.

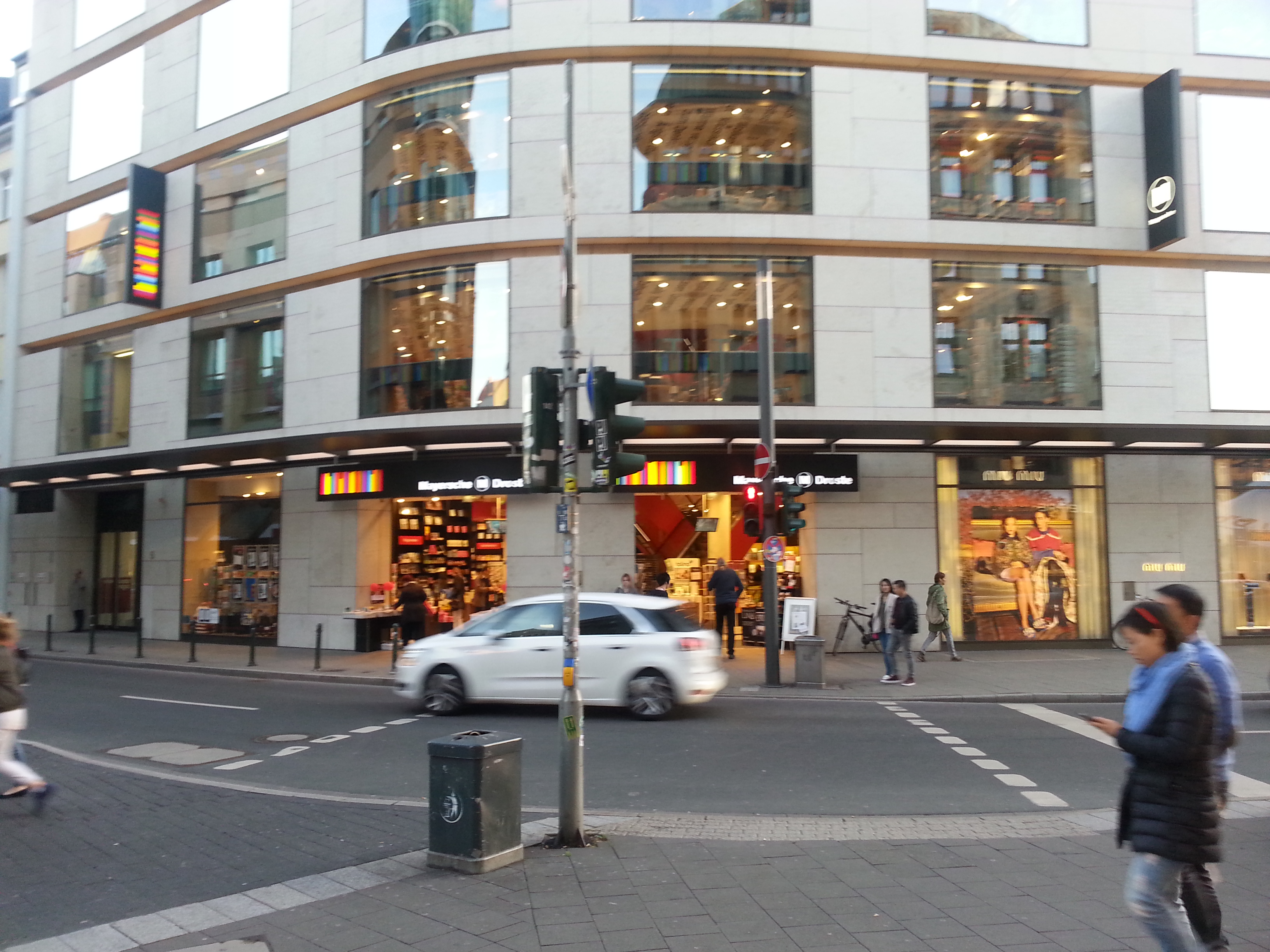
Het filiaal aan de Königsallee in Düsseldorf
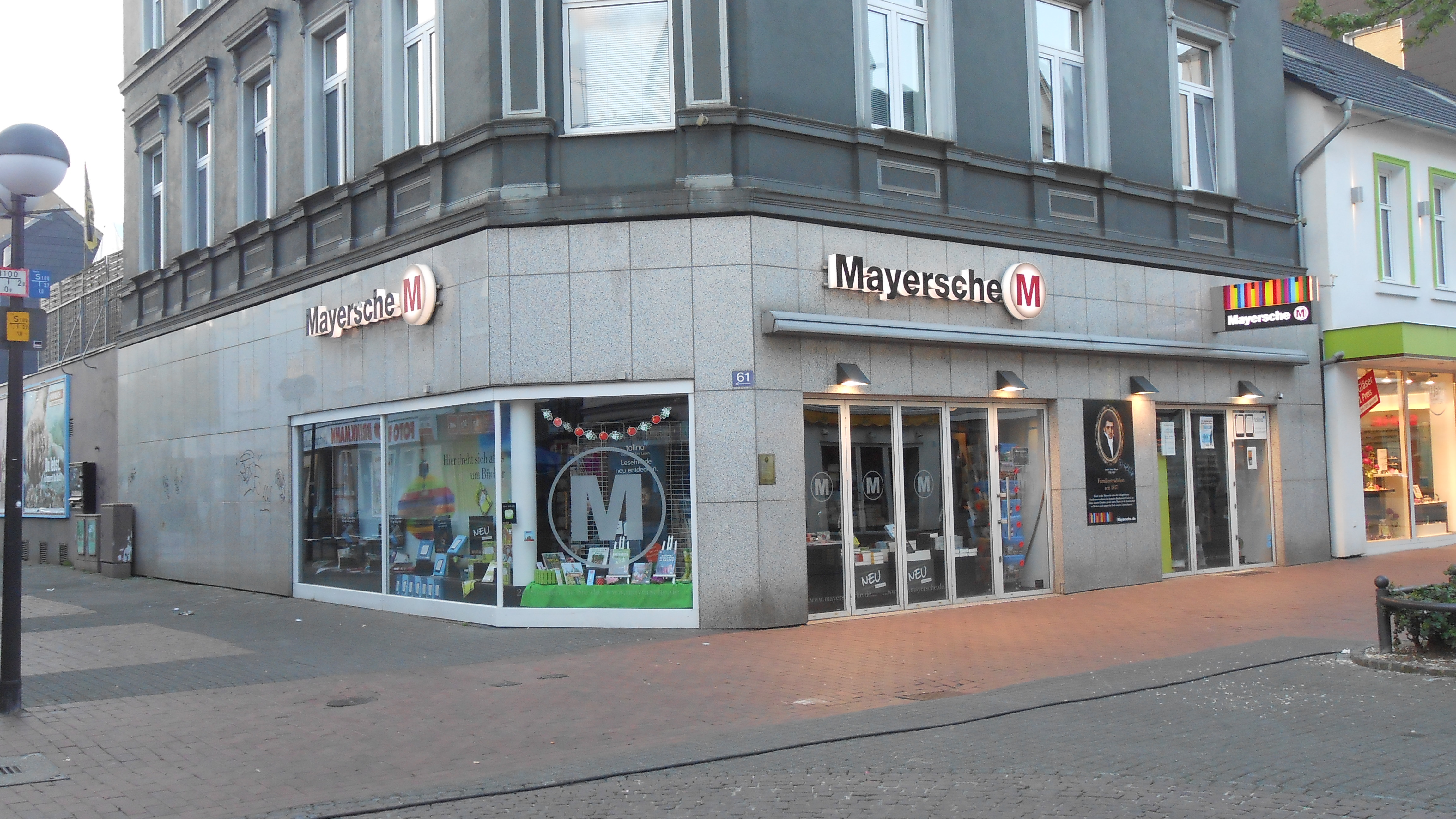
Een filiaal in Dortmund-Hombruch